# Wan mao in
Wan mao in (geboren 1798 in der Provinz Anhui; gestorben am 22. Juni 1865) war ein chinesischer Mandarin.

## Leben
Wan mao in wurde als Sohn eines Kaufmannes geboren. 1831 legte er eine Beamtenprüfung ab und wurde dann Beamter der Qing-Regierung. Zwanzig Jahre später wurde er Oberzensor. Kaiser Xianfeng beförderte ihn 1853 zum Assistenzfinanzminister. Ein Jahr später wurde er in das Verteidigungsministerium versetzt, weil er konvertible Banknoten vorschlug, um damit eine Anti-Inflationspolitik zu erreichen. Auslöser dafür waren die von Karl Marx erwähnten Vorschläge Wan mao ins zur Reichsgeldpolitik. 1858 bat er den Kaiser um seinen Rücktritt und verließ Peking. Er starb 1865 aufgrund einer Krankheit.
In seiner Heimatprovinz befindet sich ein Denkmal zu seinen Ehren.